# Вечтомов Олександр Олегович
Олександр Олегович Вечтомов (нар. 11 січня 1988, Київ) — український футболіст, захисник та півзахисник.

## Клубна кар'єра
Вихованець футбольних шкіл «Зміна-Оболонь» та «Борисфен». Свої перші професіональні кроки у футбольній кар'єри робив у молодіжному складі сімферопольської «Таврії» (24 матчі), також у свої 19 років устиг провести 5 офіційних матчів у Першій лізі за кримську «Кримтеплицю».
У 2007 році повернувся до рідного Києва, де впродовж двох років виступав за «Оболонь-2». У 2009 році провів 6 матчів за вінницьку «Ниву». Згодом провів два потужних сезони за «Зірку» (Кіровоград) та ФК «Суми», з якими став срібним призером Другої ліги. У 2011 році на запрошення головного тренера чернівецької «Буковини» Вадима Заяця поповнив склад клубу, де зміг закріпитися і стати ключовим гравцем команди. 
Після двох з половиною років у складі «Буковини», узимку 2014 перебрався до «Нафтовика-Укрнафти», де також зміг закріпитися і стати ключовим гравцем. У 2016 році Олександр разом з командою дійшов до чвертьфінальної стадії кубка України, але взяти участь у матчі 1/4 фіналу не вдалося через важкі погодні умови. 2 грудня 2016 року припинив співпрацю з клубом.
У січні 2017 року офіційно став гравцем «Інгульця», але вже в липні того ж року приєднався до складу київського «Арсеналу», де зіграв 17 матчів у всіх турнірах і в зимове міжсезоння покинув команду. У лютому 2018 року підписав півтора річний контракт з клубом другої ліги «Полісся» (Житомир), проте в середині березня на прохання Вечтомова контракт достроково розірвали. 
В кінці того ж місяця був заявлений за МФК «Миколаїв», який по завершенню 2017/18 сезону залишив. Проте уже незабаром став гравцем першолігового грузинського клубу «Мерані» (Мартвілі). У березні 2019 року підписав контракт з добре йому знайомим клубом: «Буковина», за який виступав до завершення 2018/19 сезону. Кар'єру вирішив продовжити знову в Грузії, виступаючи за клуб з Тбілісі — «Шевардені».

## Досягнення
- Переможець Першої ліги України: 2017/18 (1-а ч. с.)
- Срібний призер Другої ліги України: 2010/11

## Статистика
Станом на 20 грудня 2019 року
| Турніри            | Матчі | Кількість забитих м'ячів |
| ------------------ | ----- | ------------------------ |
| Перша ліга України | 190   | 9                        |
| Кубок України      | 12    | 4                        |
| Перша ліга Грузії  | 18    | 0                        |
| Друга ліга України | 92    | 8                        |
| Всього за кар'єру  | 312   | 21                       |